# Sport Unie Brion Trappers
El Sport Unie Brion Trappers (en español: Unión Deportiva Brion Trappers), es un club de fútbol profesional de la ciudad de Willemstad en Curazao. Fue fundado en 1925 y juega en la Primera División de la Liga de Curazao, el club actualmente es el poseedor de más títulos en la liga con 21 campeonatos conseguidos.

## Historia
El 17 de septiembre de 1925 un grupo de jóvenes en la isla de Curazao, dirigidos por Antoine Maduro, Ricardo Goeloe y Emilio Jansen, crean el Trappers.
En 1928 el club ingresa por primera vez en la primera división nacional, después de la inscripción en la antiga Asociación de Fútbol de Curazao. El club entrenaba en un terreno de fútbol de tierra cerca de Coronet. En 1932, el gobierno tomó el terreno de juego de tierra donde entrenaba el club y el equipo se vio obligado a mudarse a un terreno de juego ubicado en Mundo Nobo. Este campo de fútbol con una superficie muy dura y el fuerte viento de las costas, era casi imposible para el club realizar la práctica del fútbol de manera normal.
El 15 de mayo de 1936 Trappers se une con un club de fútbol en ese entonces llamado Bismarck. Desde ese momento el club a través de los tiempos se llamaba Sport Unie Bismarck Trappers. En 1942 Durante la Segunda Guerra Mundial, la referencia a Bismarck fue visto como indeseable, ya que ese nombre lo tenía el acorazado Bismarck de la marina de guerra alemana, y el club cambia de nombre a Sport Unie Brion Trappers.
Entre 1925 y 1964 , el consejo de SUBT fue dirigido por ciudadanos prominentes como Ricardo Goeloe, Salomon Abbad, y Antoine Maduro. Otros que más tarde se hicieron cargo de la dirección fueron William Tweeboom, George Lodowika y Peter van der Veen.
En 1948 bajo la dirección de Antoine Maduro, el club organiza una lotería para comprar un terreno, y así crear un estadio local para el club, la lotería se hace de manera exitosa y a finales de 1948 se compra el terreno, y se marca una nueva era en la historia del club, en 1949 comienza la construcción del estadio en el terreno adquirido, el estadio es terminado en 1950 llevando el nombre Stadion dr. Antoine Maduro.

## Palmarés

### Torneos nacionales (25)
- Campeonato de las Antillas Neerlandesas: (4)

1969, 1980, 1983, 1984
- Liga de Curazao: (21)

1938, 1942, 1946, 1947, 1948, 1950, 1951, 1954, 1955, 1956, 1957, 1959, 1971, 1977, 1979, 1980, 1982, 1983, 1984, 1985

## Resultados en competiciones de la CONCACAF
- Copa de Campeones de la Concacaf: 8 apariciones

Copa de Campeones de la Concacaf 1970 - Primera ronda (Región Caribe) Eliminado por  Racing Club Haïtien 6-3 en el resultado global.
Copa de Campeones de la Concacaf 1973 - Segunda ronda (Región Caribe) Eliminado por  SV Transvaal 9-3 en el resultado global.
Copa de Campeones de la Concacaf 1980 - Primera ronda (Región Caribe) Eliminado por  SV Robinhood 5-2 en el resultado global.
Copa de Campeones de la Concacaf 1981 - Segunda ronda (Región Caribe) Eliminado por  SV Transvaal 3-1 en el resultado global.
Copa de Campeones de la Concacaf 1983 - Tercera ronda (Región Caribe) Eliminado por  SV Robinhood 4-1 en el resultado global.
Copa de Campeones de la Concacaf 1984 - Primera ronda (Región Caribe) Eliminado por  Cygne Noir 2-1 en el resultado global.
Copa de Campeones de la Concacaf 1985 - Segunda ronda (Región Caribe) Eliminado por  Jong Holland 3-0
Copa de Campeones de la Concacaf 1991 - Primera ronda (Región Caribe) Eliminado por  SV Transvaal 1-0 en el global

## Estadio
El Stadion dr. Antoine Maduro es el estadio local del club y cuenta con una capacidad para 7000 espectadores sentados y está ubicado en la ciudad de Willemstad.